# Keir Dullea
Keir Dullea, né le 30 mai 1936 à Cleveland (Ohio), est un acteur américain.
Il acquiert une notoriété internationale en 1968 grâce au rôle de David Bowman, l'astronaute du film 2001, l'Odyssée de l'espace de Stanley Kubrick.

## Biographie
Né en 1936, Keir Dullea grandit à Greenwich Village (New York) où ses parents (Margaret [née Ruttan], d'origine écossaise, et Robert Dullea, un Irlandais-Américain de deuxième génération) tiennent une librairie. Il fréquente diverses compagnies de théâtre avant d’apparaître dans Season of Choice (1959). Il attire rapidement l’attention de producteurs de cinéma et décroche le rôle d’un délinquant juvénile dans Le Mal de vivre (1961), puis d’un jeune dépressif dans David & Lisa, de Frank Perry (1962). Paraissant plus jeune que son âge, il a continué à interpréter de jeunes perturbés dans des films tels que The Thin Red Line (1964), Bunny Lake a disparu (1965) et Madame X (1966). Il brise, enfin, son image grâce au rôle d’un homme qui s’immisce dans un couple lesbien dans la nouvelle de D.H. Lawrence Le Renard (1968). Sa composition de l’astronaute David Bowman dans 2001, l'Odyssée de l'espace, de Stanley Kubrick (1968), lui offre une renommée internationale. Il se verra par ailleurs invité au Festival de Cannes 2018 à l'occasion de la projection du film remastérisé par Christopher Nolan.

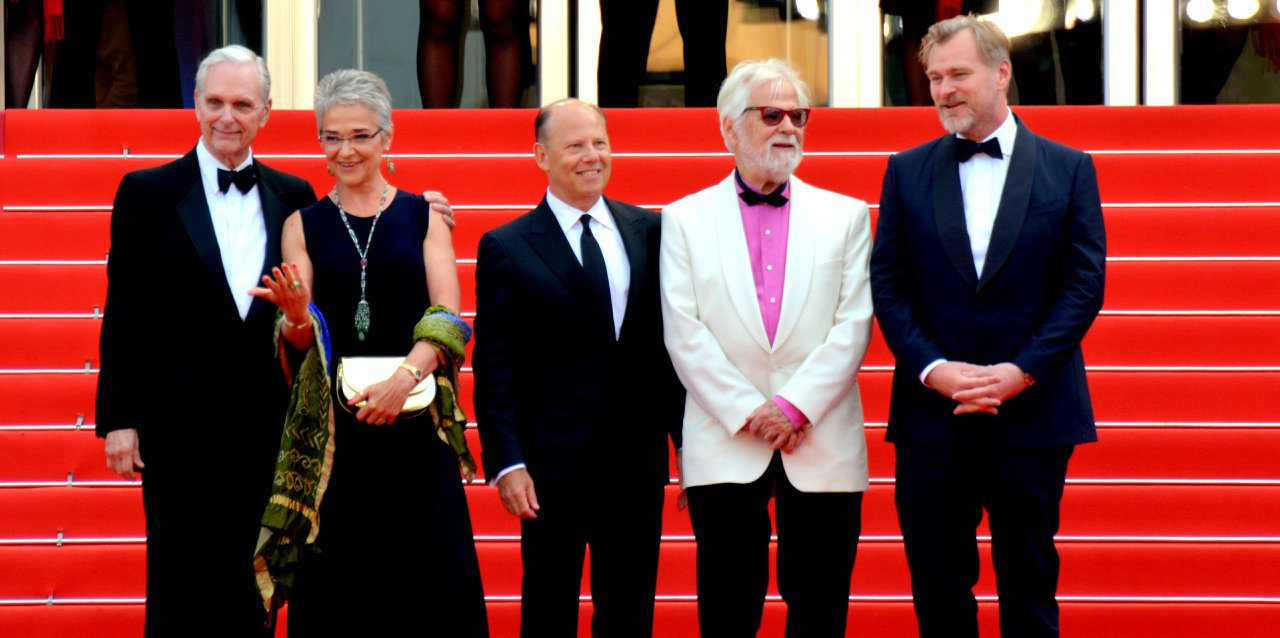
De gauche à droite : Keir Dullea, Katharina Kubrick, Ronald Sanders, Jan Harlan et Christopher Nolan au Festival de Cannes 2018 pour la projection de la version restaurée de 2001, l'Odyssée de l'espace.

Le théâtre demeure sa principale activité. Dès 1967, il débutait à Broadway aux côtés de Burl Ives dans Dr Cook’s Garden (1967) et recueille l’enthousiasme de la critique en interprétant Donny Dark, un jeune homme aveugle, dans Butterflies Are Free (1969). Puis il est Brick dans la reprise de La Chatte sur un toit brûlant, de Tennessee Williams (1974), et joue dans différentes pièces de Broadway, telles que P.S.: Your Cat Is Dead (1975) et Doubles (1985). Quittant Hollywood pour de bon en 1982, Dullea dirige le Theatre Artists Workshop of Westport (CT), dans l’esprit de l’Actors Studio. En dehors de Broadway, il apparaît aussi dans The Other Side of Paradise (1992), un one-man-show sur l’écrivain Francis Scott Fitzgerald, et dans Molly Sweeney (1997) d'une compagnie de Caroline du Nord.
En 2011, Jim Parrack l'incarne dans Sal, film biographique consacré à l'acteur Sal Mineo tragiquement disparu à 37 ans.

## Théâtre
Les informations mentionnées dans cette section proviennent principalement de l'IMDb (Internet Movie Database) et des bases de données théâtrales IBDb (Internet Broadway Database), Playbill, ITDb (Internet Theatre Database) (en), Lortel Archives (Internet Off-Broadway Database) (en), TheaterMania (en).
Liste non exhaustive.
- 1967 : Dr. Cook's Garden (en) d'Ira Levin, mise en scène de l'auteur, Belasco Theatre : docteur Jim Tennyson
- 1969-1972 : Libres sont les papillons (Butterflies Are Free) de Leonard Gershe, mise en scène Milton Katselas, Booth Theatre : Don Baker
- 1974-1975 : La Chatte sur un toit brûlant (Cat on a Hot Tin Roof) de Tennessee Williams, mise en scène de Michael Kahn, Anta Playhouse : Brick
- 1975 : P.S. Your Cat Is Dead (en) de James Kirkwood, mise en scène Vivian Matalon, John Golden Theatre : Jimmy
- 1982 : Sweet Prince de A. E. Hotchner, mise en scène Susie Fuller, Theater Off-Park
- 1984 : Les Méfaits du tabac (The Harmfulness of Tobacco) d'Anton Tchekhov, mise en scène inconnue, théâtre du paquebot Queen Elizabeth 2 : Ivan Ivanovitch Nioukhine
- 1985-1986 : Doubles de David Wiltse, mise en scène Morton Da Costa, Ritz Theatre : Guy (en alternance)
- 1992 : The Other Side of Paradise de John Kane, mise en scène Susie Fuller, Martin R. Kaufman Theatre : F. Scott Fitzgerald
- 1993 : La Mélodie du bonheur (The Sound of Music), comédie musicale d'Howard Lindsay et Russel Crouse (livret), paroles d'Oscar Hammerstein II et musique de Richard Rodgers, mise en scène James Hammerstein, tournée nationale : le capitaine Georg von Trapp
- 1993 : Love Letters de A. R. Gurney, mise en scène inconnue, Hampshire's American Stage Fest : Andy (Andrew Makepeace Ladd III)
- 1995 : Les Amants terribles (Private Lives) de Noël Coward, mise en scène Susie Fuller, New Hampshire's American Stage Fest : Elyot
- 1997 : Molly Sweeney (en) de Brian Friel, mise en scène inconnue, NC's Playmakers Rep.
- 1998 : Double Act de Barry Creyton, mise en scène Matthew Parent, New Hampshire's American Stage Festival
- 2007 : Mary Rose (en) de J. M. Barrie, mise en scène Tina Landau, Vineyard Theatre : le narrateur
- 2010 : I Never Sang for My Father de Robert Anderson, mise en scène Jonathan Silverstein, Theatre Row : Tom Garrison
- 2010 : Délicate Balance (A Delicate Balance) d'Edward Albee, mise en scène David Auburn, Berkshire Theatre Festival : Harry
- 2012 : Morning's at Seven (en) de Paul Osborn, mise en scène Anne Keefe, Westport Country Playhouse : Carl Bolton
- 2012 : The Exonerated (en) de Jessica Blank et Erik Jensen, mise en scène Bob Balaban, Bleecker Street Theatre : rôle en alternance
- 2012 : Tales from Hollywood de Christopher Hampton, mise en scène Ethan McSweeny, Guthrie Theater : Heinrich Mann
- 2013 : La Chatte sur un toit brûlant (Cat on a Hot Tin Roof) de Tennessee Williams, mise en scène Elizabeth Falk, Wellfleet Harbor Actors Theater, Provincetown Tennessee Williams Theater Festival : Big Daddy
- 2015 : On Golden Pond (en) d'Ernest Thompson, mise en scène Jonathan Silverstein, Bucks County Playhouse : Norman Thayer

## Filmographie sélective

### Cinéma
- 1961 : Le Mal de vivre (Hoodlum Priest) d'Irvin Kershner
- 1962 : David et Lisa (David and Lisa) de Frank Perry : David Clemens
- 1964 : L'attaque dura sept jours (The Thin Red Line) d'Andrew Marton : le soldat Doll
- 1964 : À l'Ouest du Montana (Mail Order Bride) : Lee Carey
- 1965 : Bunny Lake a disparu (Bunny Lake is missing) d'Otto Preminger : Steven Lake
- 1966 : Madame X de David Lowell Rich : Clay Anderson Jr.
- 1968 : Le Renard (The Fox) de Mark Rydell : Paul Renfield
- 1968 : 2001, l'Odyssée de l'espace (2001: A Space Odyssey) de Stanley Kubrick : le professeur David Bowman
- 1969 : Le Divin Marquis de Sade (De Sade) de Cy Endfield : le marquis de Sade
- 1972 : Jeanne, papesse du diable (Pope Joan) de Michael Anderson : le docteur Stevens
- 1972 : Le Diable dans la tête (Il diavolo nel cervello) de Sergio Sollima : Oscar Minno
- 1974 : Paul et Michèle (Paul and Michelle) de Lewis Gilbert : Garry
- 1974 : Black Christmas de Bob Clark : Peter Smythe
- 1977 : Le Cercle infernal (Full Circle) de Richard Loncraine : Magnus Lofting
- 1984 : 2010 : L'Année du premier contact (2010) de Peter Hyams : le professeur Dave Bowman
- 2000 : La Divine Inspiration de Claus Drexel : William Shakespeare
- 2007 : Raisons d'État (The Good Shepherd) de Robert De Niro : le sénateur Russell
- 2014 : Space Station 76 de Jack Plotnick : Mr. Marlowe
- 2015 : Daddy Cool (Infinitely Polar Bear) de Maya Forbes : Murray Stuart

### Télévision
- 1963 : Bonanza saison 4 épisode 17 (L'Honneur d'un juge/Elegy for a Hangman) : Bob Jolley
- 1973 : The Starlost, télésérie de Harlan Ellison
- 2000 : Audrey Hepburn, une vie (The Audrey Hepburn Story), téléfilm de Steven Robman : Joseph Hepburn
- 2002 : New York, unité spéciale (saison 3, épisode 19) : juge Walt Thornburg
- 2011 : Damages, série télévisée, épisode En quête de révélations (I'm Worried About My Dog) de Glenn Kessler : Julius
- 2018 : Fahrenheit 451, téléfilm de Ramin Bahrani
- 2022 : Halo : amiral de la flotte Terrence Hood (1 épisode)